# Tmesisternus discomaculatus
Tmesisternus discomaculatus är en skalbaggsart som beskrevs av Stefan von Breuning 1939. Tmesisternus discomaculatus ingår i släktet Tmesisternus och familjen långhorningar. Inga underarter finns listade i Catalogue of Life.